# Antonio de Pereda

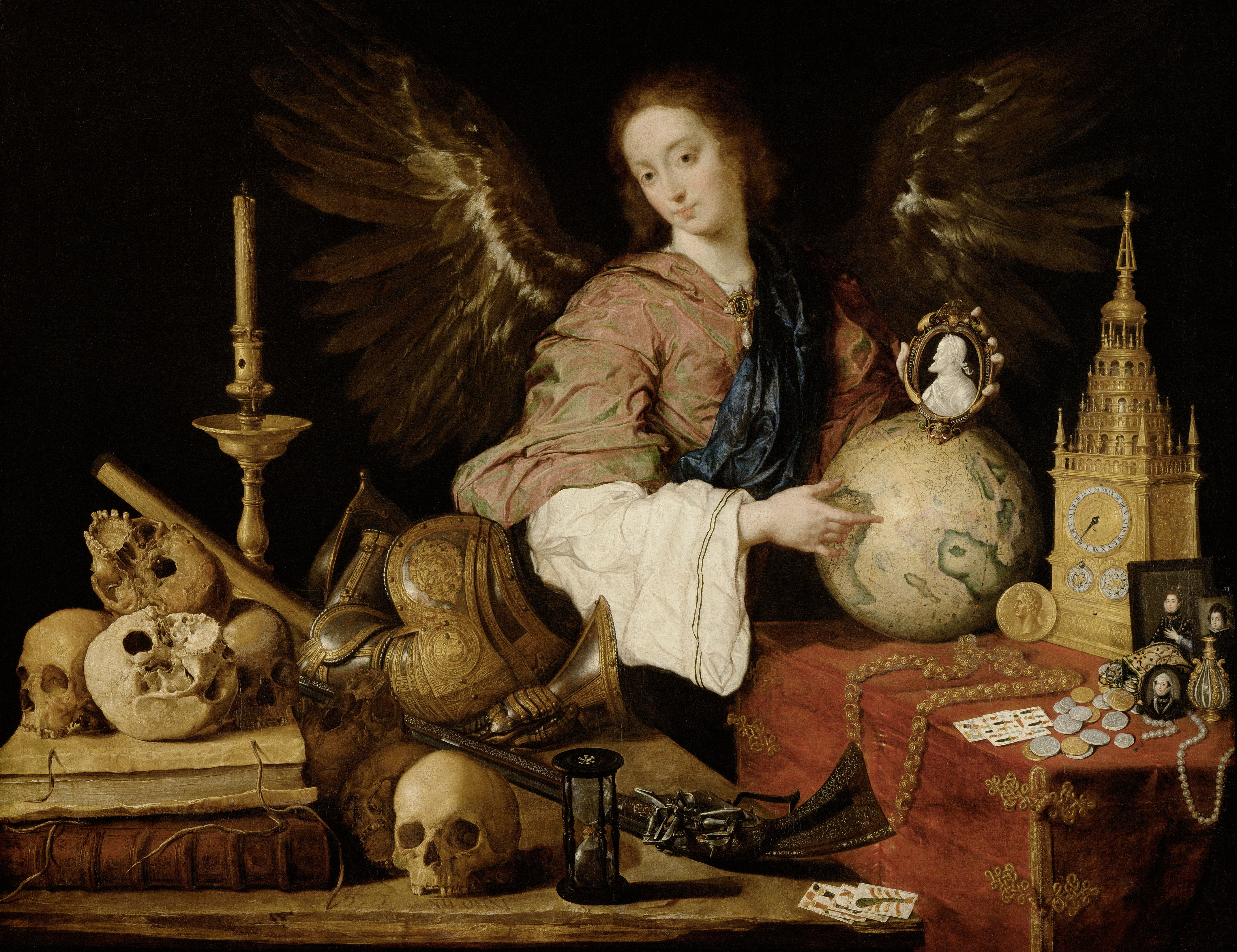
Vanitas vanitatum (1640-1650)

Antonio de Pereda (ur. 1611 w Valladolid, ochrzczony 20 marca tego roku; zm. 30 stycznia 1678 w Madrycie) – hiszpański malarz okresu baroku. Jego uczniem był Alonso del Arco.
Początkowo malował obrazy historyczne. Bardziej jest jednak znany jako malarz martwych natur. Po 1635 tworzył głównie obrazy ołtarzowe i przeznaczone do prywatnej dewocji.

## Wybrane dzieła
- Vanitas vanitatum – 1640–1650 Muzeum Historii Sztuki w Wiedniu, Wiedeń
- Św. Hieronim –  1643, Prado, Madryt
- Trójca Święta – Budapeszt, Muzeum Sztuk Pięknych
- Uwolnienie św. Piotra przez anioła – 1643, Prado, Madryt
- Chrystus triumfujący nad śmiercią i grzechem –  1640–1650, Kościół Santos Justos y Pastor, Madryt
- Martwa natura –  1652 Florencja, Galeria Uffizi,
- Martwa natura z wahadłem – 1652, Muzeum Sztuk Pięknych im. Puszkina w Moskwie, Moskwa
- Pejzaż górski ze studnią –  Gemäldegalerie, Berlin
- Sen kawalera lub Życie snem – ok. 1655, olej na płótnie 152 x 217 cm Królewska Akademia Sztuk Pięknych św. Ferdynanda, Madryt
- Św. Antoni Padewski z Dzieciątkiem Jezus – Muzeum Sztuk Pięknych w Budapeszcie

- Zbawiciel –  1655, Kościół Karmelitów Bosych, Madryt
- Zwiastowanie –  1637, Prado, Madryt.